# Burg Honrath

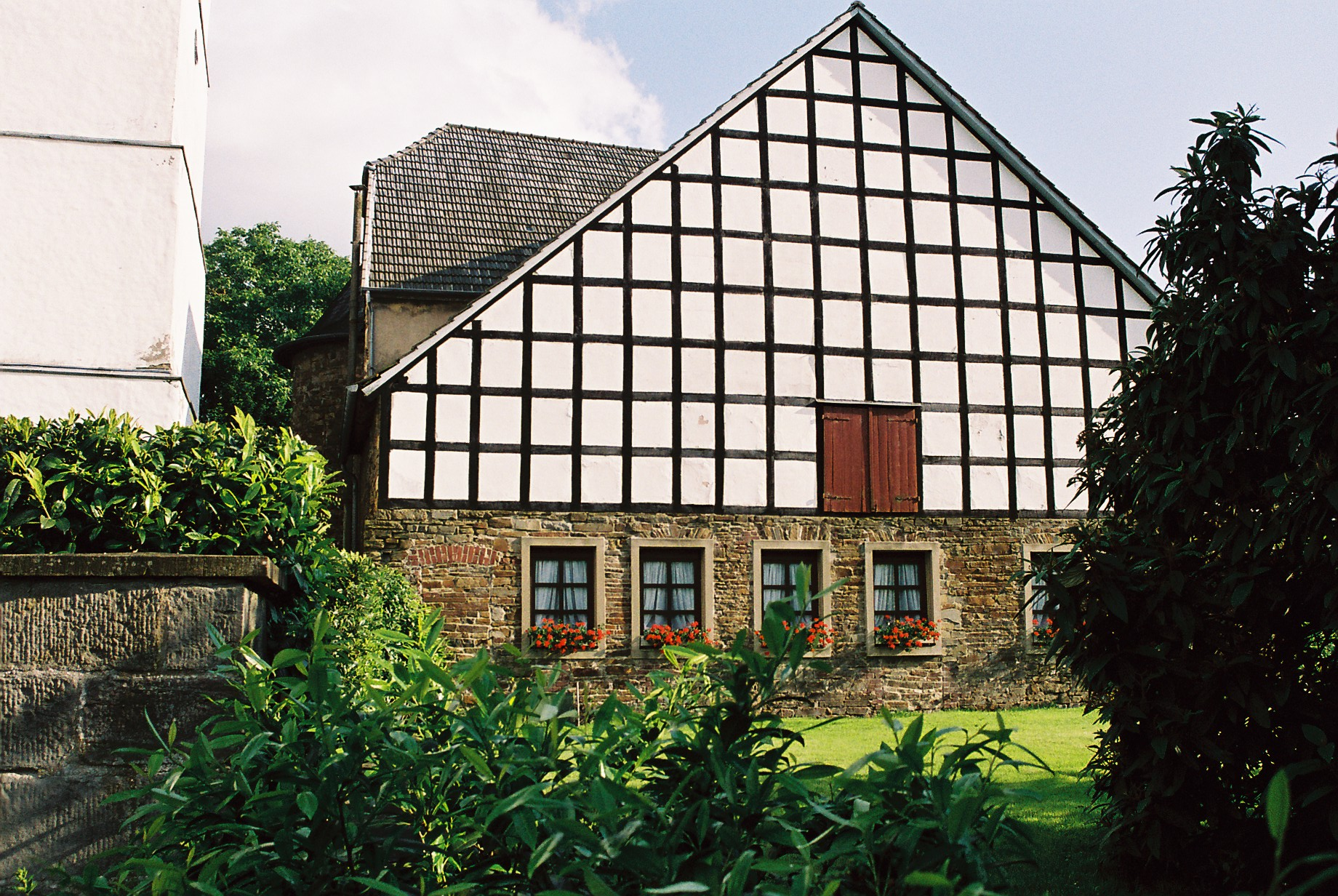
Burg Honrath mit Fachwerkgiebel des Wirtschaftsgebäudes, links Turm der Kirche

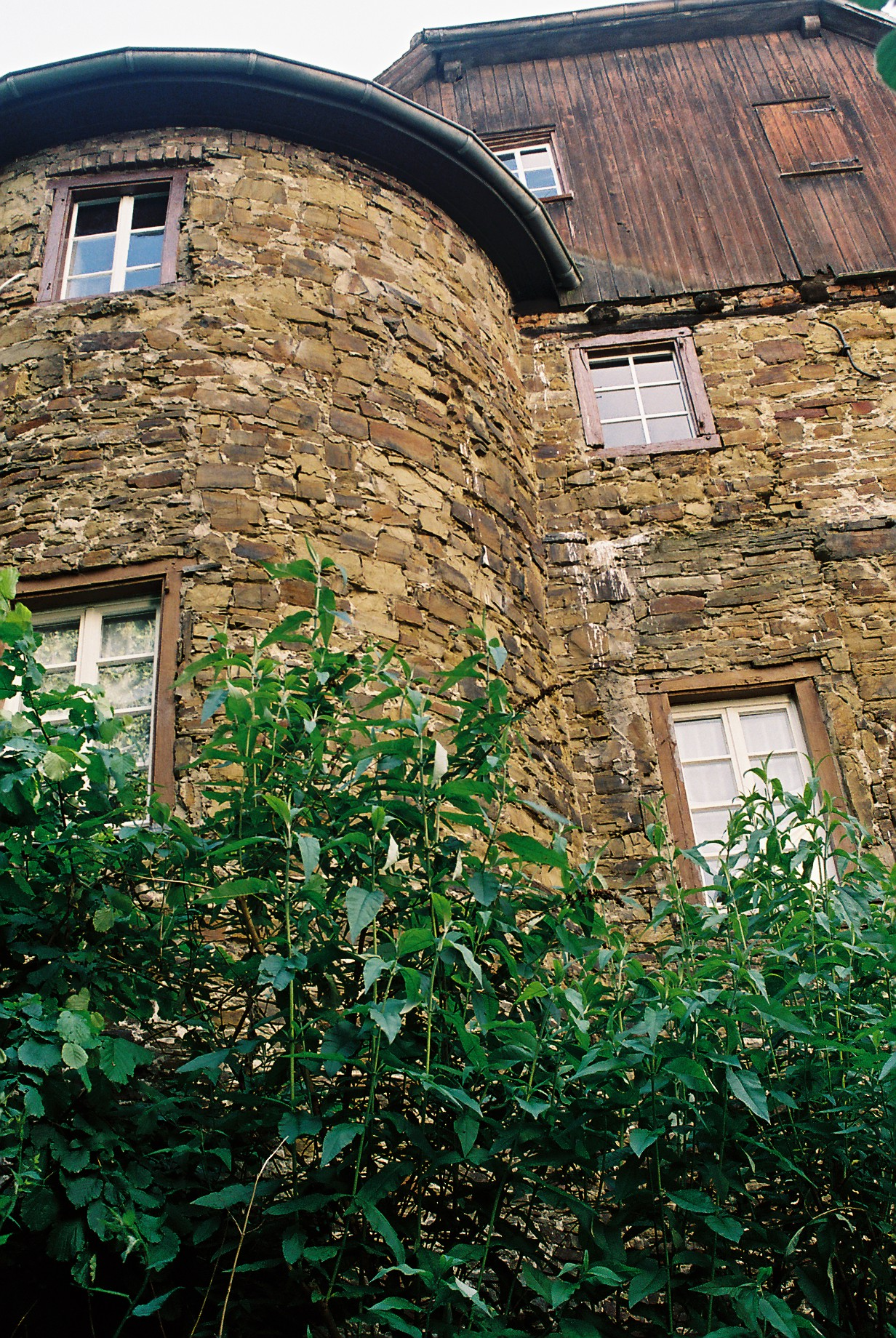
Rundturm an der Südost-Ecke

Die Burg Honrath ist das nahezu vollständig erhaltene Burghaus einer ehemaligen Höhenburg in Nordrhein-Westfalen. Sie gehört zur Stadt Lohmar und befindet sich im Rhein-Sieg-Kreis. Das Burghaus steht inmitten des Dorfes Honrath, einem Ortsteil von Lohmar, auf einem sanft zum Aggertal abfallenden Höhenrücken auf einer Höhe von 162 Metern über Normalnull.

## Geschichte
Zusammen mit der benachbarten evangelischen Kirche stellt Burg Honrath das älteste Gebäude des Dorfes dar. Urkundliche Erwähnung findet der Rittersitz erstmals in einer Schenkung aus dem Jahr 1117, in der God(e)fried sein Allod „Hagenroth“ dem Kloster Siegburg überträgt. Es geht später über Theoderich von Hengebach auf Arnold von Hückeswagen über. 1209 schenkt dieser das Patronat der neben der Burg stehenden Kirche St. Margaretha – sie wird im 17. Jahrhundert evangelisch – dem Benediktinerinnenkloster in Gräfrath bei Solingen, behält aber die Burg für sich, die 1259 zusammen mit dem gesamten Kirchspiel von den Erben Hückeswagen an die Grafen von Sayn zu Blankenberg veräußert wird. Als Erbe fällt die Burg dann weiter an die Herren von Loen-Heinsberg.
1363 erlangen die Grafen von Berg den Besitz, 1393 das Düsseldorfer Kollegiatstift, 1550 wird ein Joist Lüninck als Eigentümer genannt. Die folgenden Jahrhunderte sehen noch mehrere Besitzerwechsel, bis zu Beginn des 18. Jahrhunderts die Herren von Proff zu Menden und 1825 die Freiherrn von La Valette St. George das Gut, zusammen mit 198 Morgen Land, erwerben. Ab 1930 schließlich kommt der Besitz in bürgerliche Hände.
Die Burg ist als Baudenkmal in die Denkmalliste der Stadt Lohmar unter Nr. 2 eingetragen.

## … und Geschichten
Über den Mitte des 16. Jahrhunderts genannten Lünigk von Niederpleis erzählt man sich, dass er ein arger Trunkenbold und Weiberheld gewesen sei, guten Tropfen und schönen Frauen zugeneigt, aber nicht willig, sich zu verheiraten. Herr von Etzbach, der Vater eines Mädchens, auf das Lünigk ein Auge geworfen hatte, schaffte es schließlich mit einer List, seine Tochter mit ihm zu vermählen. Er schenkte nämlich einen vorzüglichen Malvasier-Wein aus, den zu trinken natürlich auch Lünigk bevorzugte. Von Etzbach aber setzte ihm eines heißen Sommertages eine minderwertige Sorte vor und schenkte Lünigk erst nach langem Drängen den guten Wein ein, als dieser ihm als Gegenleistung schriftlich versprochen hatte, seine Tochter Giesel zu ehelichen. Die Verbindung der beiden wurde glücklich und der Malvasier zu einer besonderen Kostbarkeit im Weinkeller der Burg.

## Anlage
Das heute noch vorhandene Burghaus, das mit seinen Türmen aus Bruchsteinmauerwerk einen wehrhaften Eindruck vermittelt, wurde im 16. Jahrhundert auf romanischen Grundmauern errichtet; die Tonnengewölbe im Keller und ein Teil der Ostwand des heutigen Wirtschaftsgebäudes zeugen von diesem Vorgängerbau. Der romanische Kirchturm war ursprünglich ein Wehr- und Wohnturm. Er wurde mehrfach umgebaut und diente später als freistehender Bergfried, der durch einen Bogengang im Obergeschoss mit der Burg verbunden war.
Die Burganlage, die noch bewohnt wird, kann nicht besichtigt, sondern nur von der nahegelegenen Straße aus eingesehen werden. Zufahrt, Garten und angrenzende landwirtschaftliche Betriebsgebäude sind in Privatbesitz. Das Gebäude steht unter Denkmalschutz. Dennoch kann das Gelände betreten werden, da die Bewohner der Burg dort auch landwirtschaftliche Produkte verkaufen.